# Ernst Friedrich Knorre
Ernst Christoph Friedrich Knorre (Neuhaldensleben, 11 de diciembre de 1759 – Dorpat, 1 de diciembre de 1810) fue un astrónomo alemán que vivió y trabajó en la actual Estonia, entonces parte del Imperio ruso, y fue profesor de matemáticas en la Universidad de Tartu y observador jefe del Observatorio de Tartu. Su hijo Karl Friedrich Knorre y su nieto Víktor Knorre fueron también notables astrónomos. Recientemente, la NASA nombró al asteroide 1983 GU como (14339) Knorre en honor a las tres generaciones de astrónomos de la familia Knorre.

## Biografía
Ernst Friedrich Knorre nació en Neuhaldensleben, cerca de Magdeburgo, en el Imperio alemán. De joven, se marchó junto a su hermano mayor Johann a estudiar Teología a la Universidad de Halle, donde los dos se asegurarían puestos como tutores particulares. En 1786, ofrecieron a Johann la dirección de una escuela secundaria para chicas en Dorpat (actual Tartu) y poco después dejó Halle hacia su nuevo destino en la actual Estonia. Ernst Friedrich le siguió un tiempo más tarde y finalmente se hizo con el puesto de dirección del centro en 1780, cuando Johann se mudó de Dorpat a Narva.
Cuando contaba 35 años de edad, Ernst Knorre, que había tenido siempre un fuerte interés por las ciencias y las matemáticas, se inició en la astronomía. Por aquel entonces, la ciudad de Dorpat no poseía ninguna universidad y Knorre encontraba poco apoyo para sus intereses escolásticos, lo que no lo desalentó de crear registros diarios de su trabajo, con entradas regulares en su diario sobre sus observaciones celestes desde 1795. Ese mismo año, comenzó a diseñar y construir su propio instrumento astronómico y se determinó como objetivo calcular la latitud geográfica de la ciudad de Dorpat. Con la ayuda de una plomada, fijó cuatro placas con una serie de agujeros circulares en lo alto de la pared del edificio de dos plantas en el que vivía; con un espejo situado debajo de la abertura inferior, Knorre observaba las estrellas, buscando una que tuviera una declinación de entre 58° y 59° y pasara por el la abertura superior. A pesar de ser un equipo de observación muy elemental, tras completar sus cálculos Knorre se convirtió en el primero en determinar la latitud del observatorio.
Con el relativo éxito de Knorre en sus trabajos astronómicos llegó una sensación creciente de influencia entre la comunidad científica de Dorpat, y al mismo tiempo que aumentaban sus afiliaciones, también lo hacía su reconocimiento en los círculos políticos. Tras el restablecimiento de la Universidad de Dorpat en 1802 por parte de Aleksandr I Pávlovich, Knorre obtuvo un puesto como profesor asociado en matemáticas. En 1803 se inició la construcción del Observatorio de Dorpat, del que Knorre pasó a ser observador jefe hasta su muerte el 1 de diciembre de 1810.
La muerte inesperada de Knorre, a la edad de 51 años, dejó a su esposa Sophie (de apellido Senff) y a sus tres hijos privados de medios, así que buscaron protección en el hermano de Sophie Karl August Senff, que era también viudo y enseñaba pintura en el departamento de Bellas Artes de la universidad. Uno de los hijos de Ernst Friedrich Knorre, Karl, no tenía ni siquiera diez años cuando su padre murió, pero ya mostraba una fuerte confianza y una gran determinación para continuar la obra de su padre, a pesar de la oposición de su tío. Cuando era adolescente, Karl daba clases privadas sobre matemáticas y latín a otros alumnos de su escuela secundaria, e incluso a muchos adultos, lo que le permitió no solamente financiar su propia educación, sino también conseguir una plaza en la universidad a los quince años de edad. Asimismo, un hijo de Karl, Viktor Knorre, se convertiría en un importante astrónomo en Rusia.